# Manoir du Hindreuff
Le manoir du Hindreuff est un édifice situé à Caden en France.

## Localisation
Le manoir est situé sur le territoire de la commune de Caden, au lieu-dit le Hindreuff, dans le département du Morbihan en région Bretagne.

## Description
Le manoir date du XVIIe siècle ou du XVIIIe siècle, édifice à un étage carré, élévation ordonnancée, construit en moellons de granite. Toiture à longs pans recouverte d'ardoises, croupe.

## Historique
Le corps central du logis date du XVIIe siècle ou du XVIIIe siècle ; les ailes latérales et les parties agricoles datent du XIXe siècle ; étable en 1823 ; intérieur du logis remanié, escalier détruit.
Le manoir est inscrit à l'inventaire général du patrimoine culturel.